# Sandino (pel·lícula)
Sandino és una pel·lícula dirigida pel xilè Miguel Littín, produïda per Miguel Littín P.C. per a la Televisió Espanyola i realitzada en col·laboració amb Xile, Nicaragua e Itàlia. Va ser estrenada com llargmetratge en cinemes de Madrid i de Barcelona el 12 d'abril de 1991 i com sèrie de televisió en 1994.

## Argument
Narra la vida de Augusto César Sandino (1895-1934), líder de la resistència nicaragüenca enfront de l'exèrcit de ocupació estatunidenca entre 1927 - 1933 i la Guàrdia Nacional organitzada en contra seva després de la derrota dels marines.
Entre els personatges reals que apareixen, destaquen Calvin Coolidge (president dels Estats Units), el dictador nicaragüenc Anastasio Somoza, el president del país Juan Bautista Sacasa, el coronel Logan Feland i el capità Gilbert D. Hatfield de la Marina, així com Blanca Arauz Pineda (telegrafista del poble de San Rafael del Norte, Jinotega i esposa de Sandino), joves treballadors que van compartir la lluita amb Sandino com els generals Francisco Estrada, José Gregorio Colindres i Pedro Altamirano Pedrón, i Teresa Villatoro, la seva dona a la muntanya.

## Repartiment
- Kris Kristofferson (Tom Holte)
- Joaquim de Almeida (Augusto César Sandino)
- Dean Stockwell (Gilbert D. Hatfield)
- Ángela Molina (Teresa Villatoro)
- Omero Antonutti (Gregorio Sandino)
- Victoria Abril (Blanca Arauz)
- Blanca Guerra (Rossana)
- José Alonso (Anastasio Somoza García)
- Fernando Balzaretti (Francisco Estrada)
- Alonso Echánove (Juan Pablo Umanzor)
- Alejandro Bracho (Sócrates Sandino)
- Gustavo Ganem (José Gregorio Colindres)
- Reynaldo Miravalles (alfarero)
- Rufino Echegoyen (Paredes)
- Alejandro Parodi (José María Moncada)
- Judith Roberts (Gustava von ghein Gaben)
- Wally Michaels (Logan Feland)
- Richard Bourg (Bruce)
- Thomas Campbell (Larsen)
- Hansford Rowe (Matthew Elting Hanna)
- Bernard Dheran (Henry Lewis Stimson)
- Ernesto Gómez Cruz (Farabundo Martí)

## Altres antecedents del projecte
El projecte inicial, encarregat en l'etapa de Pilar Miró en TVE, constava d'un llargmetratge de dues hores de durada i una sèrie dividida en tres episodis de 55 minuts cadascun. En 1991 es va estrenar en cinemes i va romandre inèdita en televisió fins a 1994.
La gestió de l'elevat pressupost invertit per TVE van afegir polèmica al rodatge, que va finalitzar al desembre de 1989.
L'actor Dustin Hoffman va ser considerat per a encarnar al general Sandino, interpretat finalment pel portuguès Joaquim de Almeida.
L'equip de rodatge va recórrer tots els llocs significatius en la vida del revolucionari: Niquinohomo (llogaret on va néixer Sandino), Corinto, Granada i Managua. També es van traslladar a Washington, on ell va treballar, i a diverses poblacions mexicanes.
Aquesta producció, segons afirma el director, "narra la història de Sandino des d'un punt de vista humà: l'esforç i la perseverança d'un home per alliberar al seu poble i de com es converteix primer en un cap, després en un heroi i després en màrtir. No es tracta d'una biografia a l'estil d'una iconografia escolar, sinó existencial. L'halo poètic i romàntic pes més que el purament polític. Amb Sandino pretenem rescatar per a la memòria popular la figura, la gesta, l'aventura i desventura sense fronteres d'un home que, com a pocs, simbolitza l'anhel de llibertat i independència d'Amèrica Llatina"